# Gymnothorax pseudothyrsoideus
 Gymnothorax pseudothyrsoideus és una espècie de peix de la família dels murènids i de l'ordre dels anguil·liformes.

## Morfologia
Els mascles poden assolir els 80 cm de longitud total.

## Distribució geogràfica
Es troba des d'Oman i l'Índia fins a l'oest del Pacífic.